# Камбиформ
Камбиформ — растительная ткань, состоящая из тонкостенных с заостренными концами клеток флоэмы, видом весьма похожих на камбий (отсюда и название), но утративших способность делиться, — следовательно, камбиформ ткань постоянная. Он входит в состав луба (флоэмы) замкнутых сосудистых пучков однодольных, где, по мнению некоторых ученых, наряду с ситовидными трубками и клетками-спутниками (Geleitzellen), служит проводником пластических веществ.